# Петропавловская церковь (Ратонаволок)
Петропа́вловская це́рковь (церковь Петра и Павла) — православный храм в селе Погост (Ратонаволок) Зачачьевского сельского поселения Холмогорского района Архангельской области.
Существующая церковь построена в 1722 году. Относится к ярусному типу деревянных храмов, представляющих собой несколько срубов, которые поставлены один на другой. Основной объем здания в виде высокого четверика и двух восьмериков с окнами венчает стройный шатер с главкой, которые покрыты лемехом. Карнизы четверика и восьмериков выполнены с повалом. С западной стороны примыкает трапезная с крыльцом, с восточной — пятигранная апсида, покрытая бочкой.

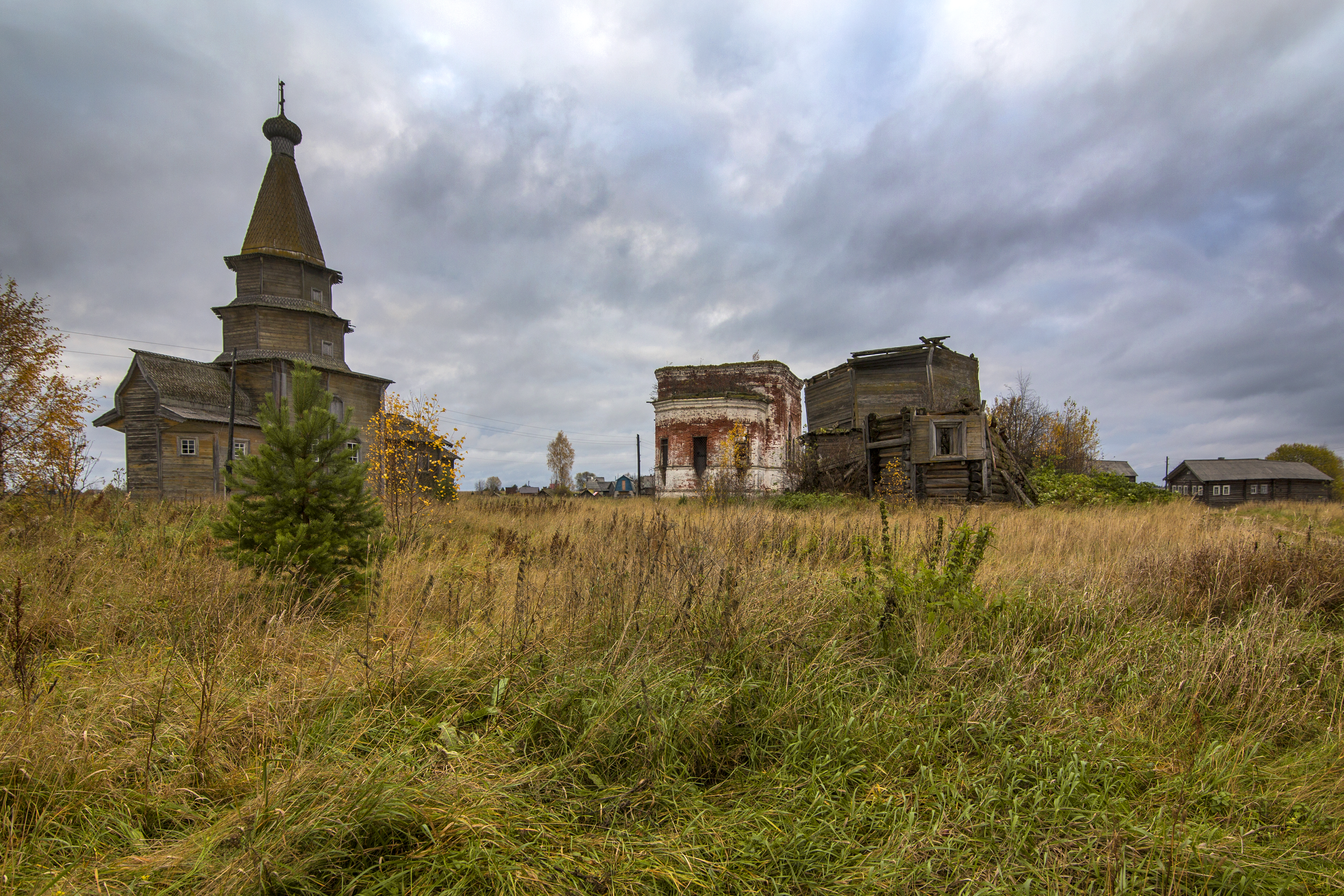
Храмовый комплекс

Петропавловский храм входит в ансамбль церквей XVIII—XIX вв. села Ратонаволок наряду с деревянной (1727, руинирована) и каменной (1870-е, руинирована) с колокольней (утрачена) Никольскими церквями.